# Луї Ерікссон
Луї Ерікссон (швед. Loui Eriksson; 17 липня 1985, Гемше, Швеція) — шведський хокеїст, нападник. Виступав, зокрема за клуб «Фрелунда» (ШХЛ).

## Ігрова кар'єра
Луї виступав в дитячому віці у команді «Лерум BK». У віці 11 років вже грав за команду U-16, на нього звернули увагу тренери ХК «Фрелунда», де він виступав в юнацькій команді. 
Професійну кар'єру Ерікссон почав у дорослій команді ХК «Фрелунда» (Елітсерія). Був визнаний новачком року в 2004 році у віці 18 років, відіграв 46 матчів в сезоні та заробив 13 очок (8 + 5). Наступного року Ерікссон відіграв 39 матчів, набрав 14 очок (5 + 9) та став чемпіоном Швеції у складі  ХК «Фрелунда».
У драфті НХЛ 2003 року, був обраний «Даллас Старс» в другому раунді під 33 номером. Відігравши два сезони за ХК «Фрелунда», Луї переїхав до Північної Америки, виступав за фарм-клуб «Даллас Старс» в Американській хокейній лізі «Айова Старс». Його дебют в Північній Америці відбувся 6 жовтня 2005 року.
Дебют в НХЛ відбувся 4 жовтня 2006 року в матчі проти «Колорадо Аваланч», в цьому ж матчі Ерікссон закинув і свою першу шайбу. В сезоні 2007/08 років, Луї відіграв у складі «Старс» 69 матчів в яких набрав 31 очко (14 + 17). Наступний сезон став для нього проривом в НХЛ, Ерікссон відіграв всі 82 матчі регулярного чемпіонату, набрав 63 очка (36 + 27). 2 жовтня 2009 року з ним укладають новий контракт на шість років та суму 25'500'000 американських доларів.
Ерікссон взяв участь у 2011 році у своєму першому матчі NHL All-Star Game, закинув дві шайби та зробив дві результативні передачі.
Через локаут в НХЛ в 2012 році, Ерікссон виступав за ХК «Давос» (Національна ліга А), зокрема брав участь в Кубку Шпенглера.
4 липня 2013 відбувся обмін між «Даллас Старс» та «Бостон Брюїнс», Ерікссон вирушив до Бостона, а Тайлер Сегін до Далласу, в угоді фігурували також ще 5 гравців.

## Національна збірна
В складі національної збірної на чемпіонаті світу 2013 року став чемпіоном світу. Бронзовий медаліст чемпіонату світу 2009 року та срібний призер чемпіонату світу 2011 року.